# Braunschweiger Rieselfelder

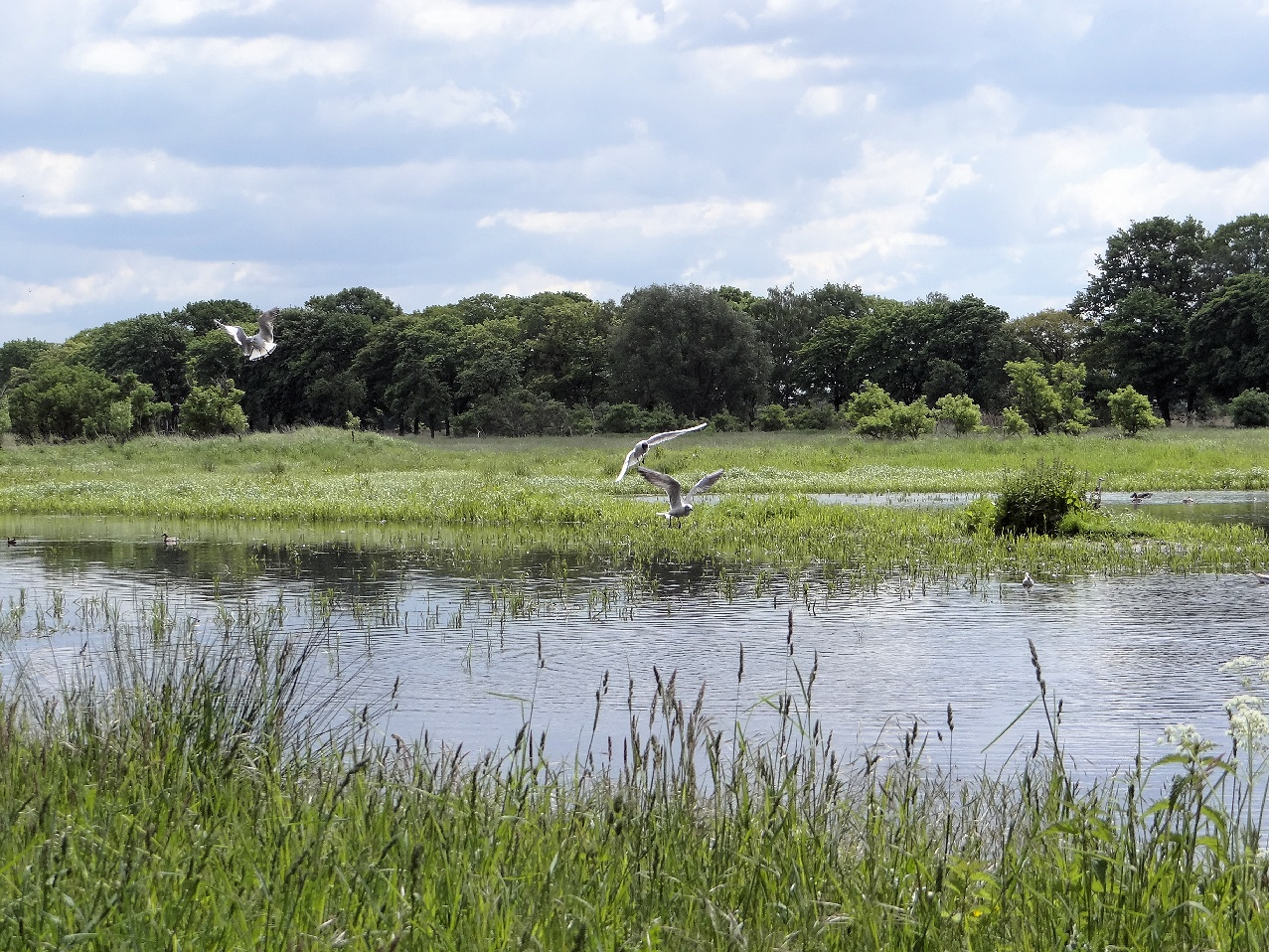
Möwen in den Braunschweiger Rieselfeldern

Die Braunschweiger Rieselfelder sind eine Anlage zur naturnahen Abwasserbehandlung. Die Rieselfelder liegen auf sandigen Böden zwischen dem Stadtteil Watenbüttel und der Gemeinde Wendeburg im Nordwesten der Stadt Braunschweig.

## Geschichte
Bereits 1895 wurde auf dem Gebiet des Klostergutes Steinhof auf ca. 490 Hektar die Verrieselung von täglich etwa 11.000 m³ Abwasser (Kanaljauche) aus der Kanalisation in Braunschweig in Betrieb genommen. Die Flächen, auf denen das Abwasser recycelt wurde, wurden zunächst überwiegend als Gemüseanbauflächen genutzt. Nach dem Zweiten Weltkrieg stieg der Abwasseranfall so stark, dass die Kapazitäten nicht mehr ausreichten, um die biologische Abwasserreinigung allein in der Fläche des Rieselbetriebes durchzuführen. Daher wurde 1954 der Abwasserverband Braunschweig gegründet und die von ihm aufgebaute Kläranlage Steinhof vorgeschaltet; die Rieselfeldanlage wurde dann zur Abwassernachbehandlung umgestaltet. Als Vorfluter für die gereinigten Abwässer (Klarwasser) dient der Aue-Oker-Kanal.

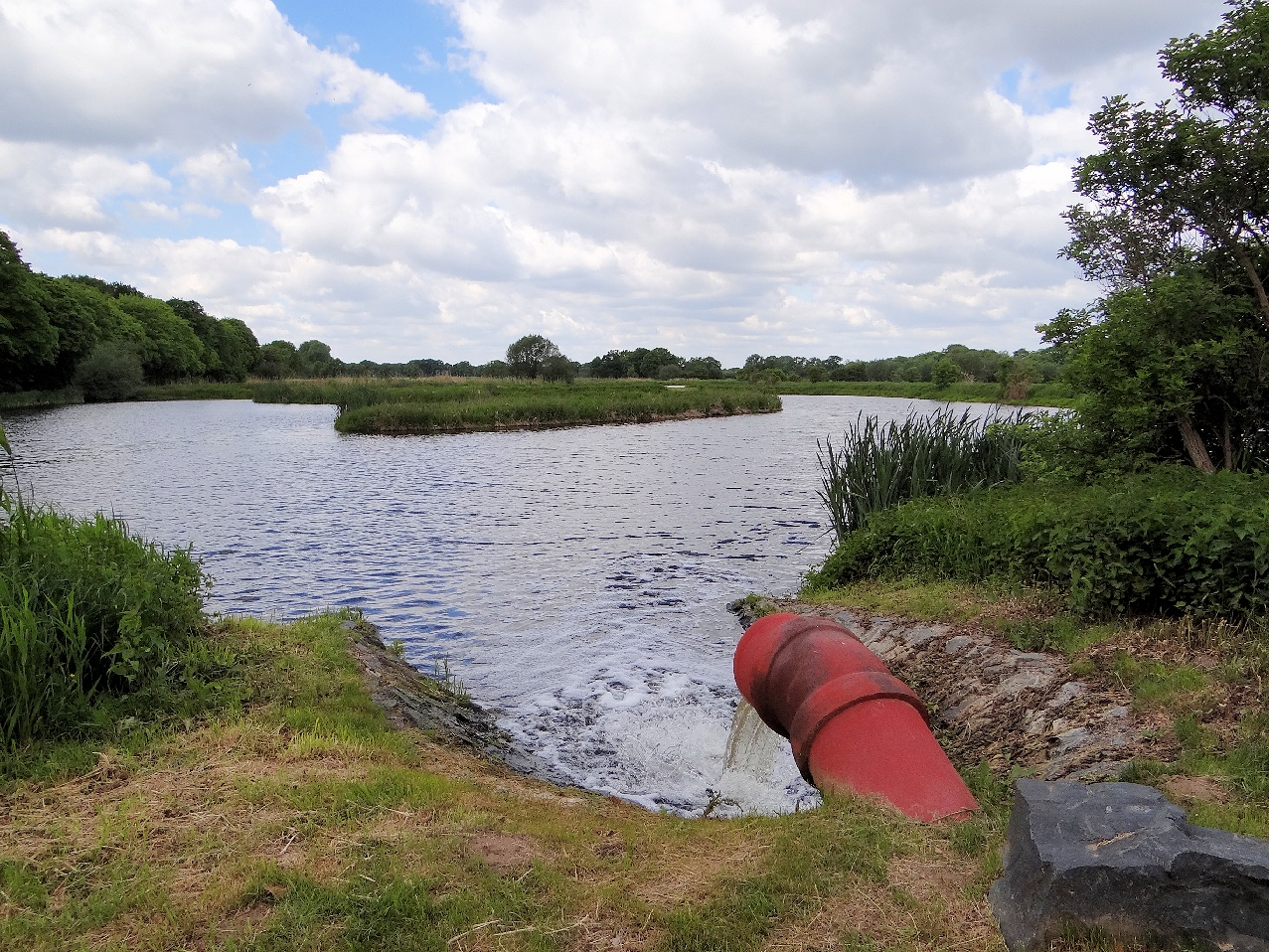
Zulauf von gereinigtem Abwasser in die künstliche Flusslandschaft der Rieselfelder

Die Anlage der heute rund 60 Hektar umfassenden Klärteiche ist seit 1991 einem natürlich mäandernden Fluss nachempfunden, so dass die bereits relativ sauberen Abwässer aus der vorgeschalteten Kläranlage noch einmal für längere Zeit in Ruhe ihre restlichen Schwebstoffe absinken lassen können. Im weiteren Verlauf versickert ein Teil des Wassers und gelangt durch Uferfilterung in Abzugsgräben. Das am Ende der Systemkette austretende Klarwasser erfüllt die höchsten Anforderungen an die Abwassergüte. Die Qualität des Klarwassers ist so hoch, dass ein Teil davon für die Bewässerung nahegelegener Gemüsefelder eingesetzt wird.
Die Teichlandschaft der Rieselfelder lockt zahlreiche Vogelarten an, sie ist seit vielen Jahrzehnten auch Einsatzgebiet des NABU Braunschweig, der hier die Wasservogelwelt hegt und natur- und vogelkundliche Führungen anbietet.

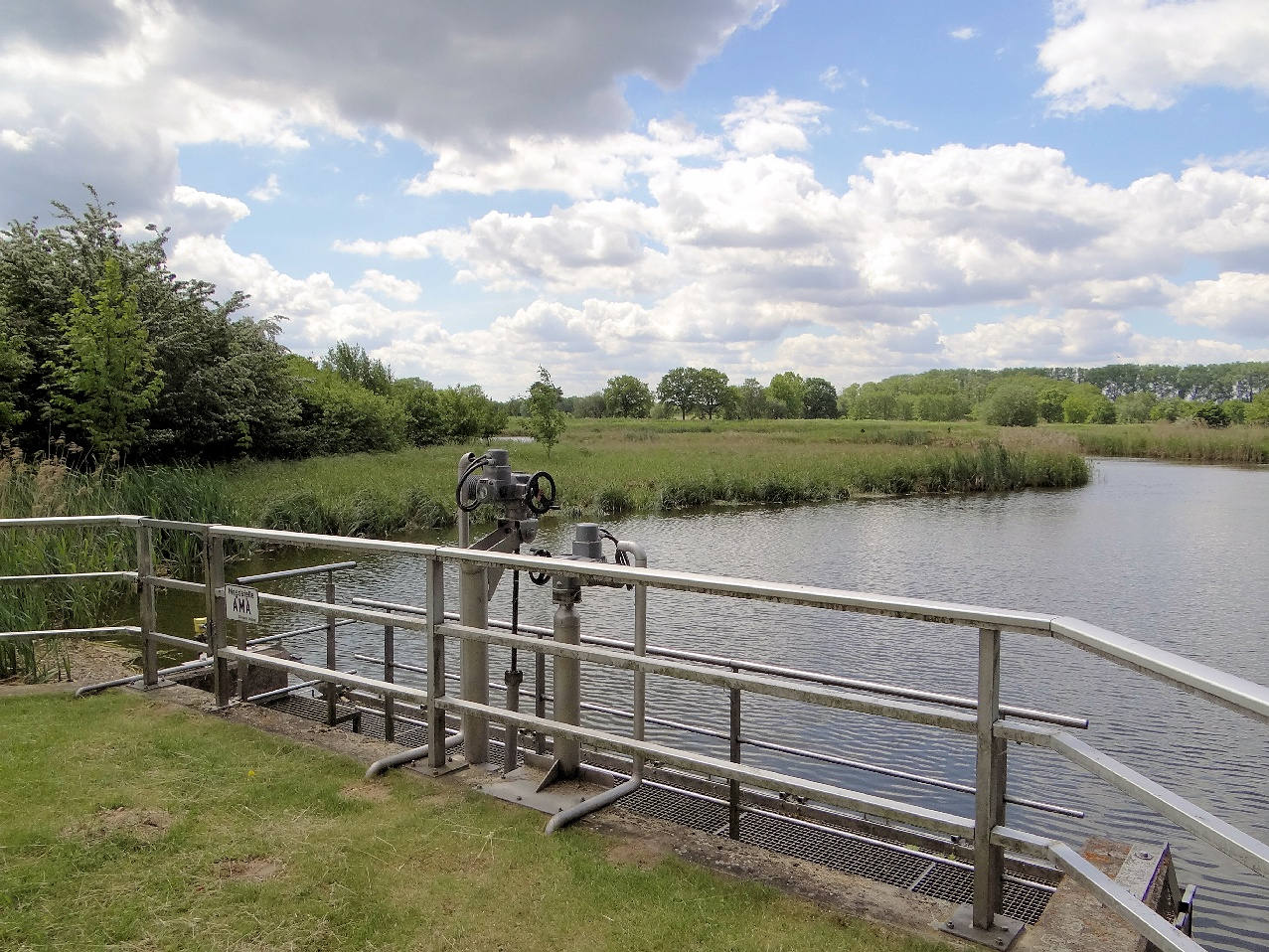
Der Ablauf der Teiche wird reguliert.